# Conus moncuri
Espèce
Statut de conservation UICN

 DD  : Données insuffisantes
Conus moncuri est une espèce de mollusques gastéropodes marins de la famille des Conidae.
Comme toutes les espèces du genre Conus, ces escargots sont prédateurs et venimeux. Ils sont capables de « piquer » les humains et doivent donc être manipulés avec précaution, voire pas du tout.

## Description
La taille de la coquille varie entre 98 mm et 181 mm.

## Distribution
Cette espèce marine est présente au large des Philippines et de la Papouasie-Nouvelle-Guinée.

### Niveau de risque d’extinction de l’espèce
Selon l'analyse de l'UICN réalisée en 2011 pour la définition du niveau de risque d'extinction, cette espèce est présente dans toutes les Philippines. Il existe de grands spécimens dont on pense qu'ils ne sont pas rares dans le sud des Philippines mais probablement dans d'autres régions. On rapporte qu'elle vit dans les crevasses des rochers et dans les coraux. Il n'y a pas de menaces connues pour cette espèce. Cependant, en raison de problèmes taxonomiques, elle est inscrite dans la liste des données insuffisantes.

## Taxonomie

### Publication originale
L'espèce Conus moncuri a été décrite pour la première fois en 2005 par le malacologiste britannique Robin Michael Filmer dans « Of Sea & Shore »,.

### Synonymes
- Conus (Embrikena) moncuri Filmer, 2005 · appellation alternative
- Elisaconus moncuri (Filmer, 2005) · non accepté